# Sombernon
Sombernon è un comune francese di 1 001 abitanti situato nel dipartimento della Côte-d'Or nella regione della Borgogna-Franca Contea in Francia.

## Geografia fisica
Il paese ha una superficie di 13,2 km² e conta 964 abitanti. Con una densità di 75,09 ab./km², Sombernon ha visto aumentare il suo numero di abitanti rispetto a 1999. È circondato dai comuni di Remilly-en-Montagne, Vieilmoulin e Échannay, il paese si trova a 30 km al ovest di Digione, la città più grande nella zona. Sombernon si trova a un'altitudine di 550m.

### Idrografia
Il fiume Brenne attraversa il paese.

## Società

### Evoluzione demografica
Abitanti censiti